# Jeff Symonds
Jeffrey Bruce Symonds –conocido como Jeff Symonds– (Penticton, 1985) es un deportista canadiense que compitió en triatlón. Ganó una medalla de bronce en el Campeonato Mundial de Ironman 70.3 de 2011.

## Palmarés internacional
| Campeonato Mundial | Campeonato Mundial         | Campeonato Mundial | Campeonato Mundial |
| Año                | Lugar                      | Medalla            | Prueba             |
| ------------------ | -------------------------- | ------------------ | ------------------ |
| 2011               | Henderson (Estados Unidos) | Medalla de bronce  | Individual         |